# Mae-hyôga Iwa
Mae-hyôga Iwa är en kulle i Antarktis. Den ligger i Östantarktis. Norge gör anspråk på området. Toppen på Mae-hyôga Iwa är 208 meter över havet.
Terrängen runt Mae-hyôga Iwa är kuperad norrut, men söderut är den platt. Terrängen runt Mae-hyôga Iwa sluttar västerut. Trakten är obefolkad. Det finns inga samhällen i närheten.